# 鳳柃
凤柃(1803年—1861年)，字九庵，号蘭江，林古特氏，蒙古镶红旗人。道光壬午科副榜，壬辰科举人，戊戌科进士。任候选知县。

## 家族
- 父色卜星額，嘉庆乙丑进士，安徽巡抚；
- 弟舒桦，庆樟均为举人；
- 妹妹林古特氏是道光二十年进士宗室和潤的继妻；[2]
- 侄女林古特氏是亲王衔多罗克勤誠郡王晉祺嫡福晋，卒于光绪三十一年（1905年）。[3]